# Listă de monumente din Rădăuți
Aceasta este o listă de monumente din municipiul Rădăuți.

## Statui
| Nume                            | Data dezvelirii | Autor                       | Detalii                                                                             | Imagine |
| ------------------------------- | --------------- | --------------------------- | ----------------------------------------------------------------------------------- | ------- |
| Statuia ecvestră a lui Bogdan I | 1985            | Marius Butunoiu (1919-2001) | Localizată în parcul de vizavi de Mănăstirea Bogdana. Realizată din piatră.         |         |
| Statuia "Femeie plângând"       |                 |                             | Localizată în parcul din fața Primăriei municipiului Rădăuți. Realizată din piatră. |         |

## Busturi
| Nume                                          | Data dezvelirii   | Autor               | Detalii                                                                       | Imagine |
| --------------------------------------------- | ----------------- | ------------------- | ----------------------------------------------------------------------------- | ------- |
| Bustul lui Bogdan I al Moldovei (1359-1365)   |                   |                     | Localizat în curtea Mănăstirii Bogdana. Realizat din piatră.                  |         |
| Bustul lui Petru Mușat (1375-1391)            |                   |                     | Localizat în curtea Mănăstirii Bogdana. Realizat din piatră.                  |         |
| Bustul lui Alexandru cel Bun (1400-1432)      |                   |                     | Localizat în fața sediului BCR din Rădăuți. Realizat din piatră.              |         |
| Bustul lui Ștefan cel Mare (1457-1504)        |                   |                     | Localizat în fața sediului BCR din Rădăuți. Realizat din piatră.              |         |
| Bustul lui Petru Rareș (1527-1538, 1541-1546) |                   |                     | Localizat în fața sediului BCR din Rădăuți. Realizat din piatră.              |         |
| Bustul lui Alexandru Ioan Cuza (1859-1866)    |                   |                     | Localizat în fața sediului BCR din Rădăuți. Realizat din piatră.              |         |
| Bustul lui Gheorghe Flondor (1891-1976)       | 23 mai 2008       | Gavril Nichitean    | Localizat în apropiere de clădirea Primăriei din Rădăuți. Realizat din bronz. |         |
| Bustul lui Iancu Flondor (1865-1924)          | 28 noiembrie 2009 | Marcel Mănăstireanu | Localizat în Parcul municipiului Rădăuți. Realizat din bronz.                 |         |

## Monumente
| Nume                                                             | Data dezvelirii | Autor       | Detalii | Imagine |
| ---------------------------------------------------------------- | --------------- | ----------- | --- | ------- |
| Monumentul Eroilor din Primul Război Mondial                     | 1920            |             | Localizat în parcul de vizavi de Mănăstirii Bogdana. Realizat din piatră. |         |
| Monumentul soldaților căzuți în primul război mondial            | 1940            | E.W. Becker | Localizat în cimitirul orașului Rădăuți. Realizat din bronz, având un soclu din piatră. Statuia are lungimea de 1,10 m, lățimea de 0,70 m și înălțimea de 1,60 m. Pe statuie sunt înscriși anii 1914-1918, iar pe soclu se află încastrat un basorelief din marmură pe care este înscrisă o strofă de poezie în lb.română și în lb.germană. |         |
| Monumentul eroilor sovietici din cel de-al doilea război mondial |                 |             | Localizat în cimitirul orașului Rădăuți. Realizat din marmură. |         |
| Troița în memoria eroilor din cel de-al doilea război mondial    |                 |             | Localizată lângă Catedrala Ortodoxă din Rădăuți. Realizată din lemn pe soclu din piatră, la inițiativa a 5 veterani de război (cpt. Gh. Nucu, slt. Mihai Oprea, plt. maj. Vasile Duduman și plt. Vasile Hapurne și Vasile Mihăilă), ale căror nume sunt înscrise pe o placă de marmură încastrată pe spatele soclului. Pe fața soclului sunt înscrise numele veteranilor de război din 1941-1945 care au contribuit la ridicarea troiței, pentru ca amintirea lor să rămână drept pildă gererațiilor viitoare. |         |